# Žaga, Kamnik
Žaga je naselje v Občini Kamnik.